# Gila National Forest
Der Gila National Forest ist ein Nationalforst der Vereinigten Staaten, der im südwestlichen New Mexico liegt.
Er grenzt im Westen an den Apache-Sitgreaves National Forest, der im benachbarten Staat Arizona liegt. Er umfasst 13.454 Quadratkilometer, wovon 88 % als Waldland klassifiziert sind. Der ganzjährig wasserführende Gila River durchfließt Teile des Gila National Forest.

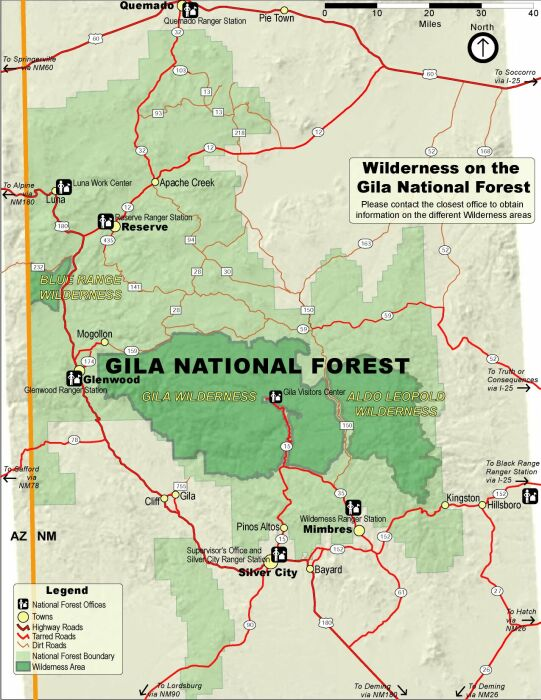
Karte des Gila National Forest

Im Gila National Forest und den angrenzenden Nationalforsten Arizonas wurde der Mexikanische Wolf wieder eingeführt, der bereits in freier Wildbahn ausgestorben war. Im Gebiet liegen verschiedene Wildnis-Schutzgebiete, die als Wilderness bezeichnet werden. Eines darunter ist die 2.260 Quadratkilometer große Gila Wilderness. Die Region ist von Bergland geprägt, in dem die Gelb-Kiefer als Baumart dominiert. Vor allem an den Bergfüßen kommen immergrüne Eichen und Wacholder vor. In den Tälern herrschen Strauchlandschaften vor. Zwischen den Wäldern und Parklandschaften liegen immer wieder offene Graslandbereiche. Zu den größeren Tieren des Gebietes zählen Wapitis, Maultierhirsche, Weißwedelhirsche, Dickhornschafe und Halsbandpekaris. Den benachbarten Apache-Sitgreaves National Forest eingerechnet kommen im Gebiet 57.000 Weißwedel- beziehungsweise Maultierhirsche und 16.000 Wapitihirsche vor.
Daneben kommen Schwarzbären und Pumas im Gebiet vor. Wanderern im Bereich der Gila Wilderness wird daher empfohlen, Lebensmittel vom Schlafplatz entfernt aufzubewahren, um diese Raubtiere nicht anzulocken.
Im Bereich des Gila National Forest soll zudem der Jaguar in der jüngeren Vergangenheit wiederholt gesichtet worden sein.